# Mikael Damsgaard
Mikael Damsgaard (1976) é um político sueco. Desde 2 de julho de  2019 Damsgaard serve como membro do Riksdag em representação do círculo eleitoral do condado de Västmanland. Ele tornou-se um membro do parlamento sueco após a renúncia de Jessica Polfjärd.